# Johan Nygaardsvold
Johan Nygaardsvold (né le 6 septembre 1879 et mort le 13 mars 1952) est un homme d'État norvégien.

## Biographie
Membre du Parti travailliste, Johan Nygaardsvold est élu député en 1916, et constamment réélu jusqu'en 1949. Il est président du Storting (Parlement) de 1934 à 1935, puis chef du gouvernement, à la tête du coalition entre les travaillistes et le Parti agrarien (centriste). Il fait voter plusieurs réformes sociales, et une politique de grands travaux, notamment la construction de logements sociaux. Alors que les travaillistes avaient été jusqu'alors extrêmement méfiants vis-à-vis des crédits militaires, Johan Nygaardsvold fait augmenter le budget des armées.
En 1940, il refuse l'ultimatum de Hitler. À la suite de l'invasion de son pays par les troupes allemandes, il part en exil à Londres avec son gouvernement, le 7 juin 1940. 
Johan Nygaardsvold démissionne de ses fonctions de Premier ministre peu après la libération de la Norvège et son retour au pays le 31 mai 1945. Cette démission prend effet le 25 juin 1945.